# Gypsy (film 1993)
Gypsy è un film per la televisione del 1993 diretto da Emile Ardolino e tratto dal musical di Broadway Gypsy: A Musical Fable, a sua volta basato dall'autobiografia di Gypsy Rose Lee.
Il musical era già stato trasposto sul grande schermo nel 1962 con il film La donna che inventò lo strip-tease di Mervyn LeRoy.

## Trama
Nei primi anni venti Rose Hovick, classica stage mother, cerca di far sfondare nel mondo del vaudeville le figliolette June e Louise. La piccola June è la più talentuosa delle sorelle e Rose la favorisce apertamente. Insieme al fidanzato Herbie, Rose allestisce un numero di varietà in cui i bambini si esibiscono per tutti gli Stati Uniti.
Gli anni passano e le sorelle, ormai adolescenti, sono costrette a continuare ad esibirsi in numeri infantili e mentire sulla propria età. June, sempre più infastidita, fugge via con Tulsa, un ballerino di cui Louise si era invaghita. Gli altri ballerini fuggono via, sapendo che lo spettacolo non ha un futuro senza June. Rimasta sola con Louise e Herbie, Rose sposta le sue manie di successo da June alla figlia rimasta e decide di fare di tutto per rendere l'impacciata Louise una star.

## Riconoscimenti
- 1994 – Golden Globe
  - Miglior attrice in una mini-serie o film per la televisione a Bette Midler
  - Candidatura per la miglior miniserie o film per la televisione
  - Candidatura per la miglior attrice non protagonista in una serie a Cynthia Gibb
- 1994 – Premio Emmy
  - Candidatura per il miglior film per la televisione
  - Candidatura per la miglior attrice protagonista in una miniserie o speciale televisivo per Bette Midler
  - Candidatura per la miglior regia di una miniserie o speciale televisivo per Emile Ardolino